# Mátészalka
Mátészalka is een plaats (város) en gemeente in het Hongaarse comitaat Szabolcs-Szatmár-Bereg. Mátészalka telt 17 712 inwoners (2007).

## Partnergemeente
- Zevenaar (Nederland)

## Geboren
- László Bodnár (1979), voetballer